# Carine Crutzen
Catharina Anna Quirina (Karin, later Carine) Crutzen (Heerlen, 4 februari 1961) is een Nederlands actrice.
Na het gymnasium aan het Bernardinuscollege, studeerde ze een jaar psychologie aan de Universiteit in Nijmegen. Vervolgens ging ze naar de Toneelschool in Maastricht en voltooide deze opleiding in 1984. Daarna speelde ze bij verschillende theatergroepen, waaronder Hollandia, Het Toneel Speelt en Het Vervolg. Naast theater ging ze ook in televisieseries en films spelen. Ze was onder andere te zien in De Brug, waarin ze de rol speelt van Loes Meerdink. Verder speelde ze in series als Pleidooi, Oud Geld en De Daltons. 
Crutzen woont met acteur Nico de Vries in Haarlem. Ze hebben twee zonen.

## Filmografie
| Jaar | Productie                                       | Rol                         | Opmerkingen |
| ---- | ----------------------------------------------- | --------------------------- | ----------- |
| 1990 | De Brug                                         | Loes Meerdink               |             |
| 1993 | Pleidooi                                        | Helen de Keyzer             |             |
| 1996 | In naam der Koningin                            | Lien Ditvoort               |             |
| 1998 | Abeltje                                         | Guerrillabaas               |             |
| 1998 | De ziener                                       | Rappange                    |             |
| 1998 | Oud Geld                                        | Cathrien Bussink-Santbergen |             |
| 1998 | Wij, Alexander                                  | Koningin Sophie             |             |
| 1999 | De Daltons (1999)                               | Moeder                      |             |
| 2005 | Vuurzee                                         | Kristel Looman-Van de Brink |             |
| 2006 | Eilandgasten                                    | Martine                     |             |
| 2006 | Baantjer: De Cock en de dood van een doorbijter | Karin Lensink               |             |
| 2007 | De Avondboot                                    | Martine                     |             |
| 2007 | De Daltons, de jongensjaren                     | Moeder                      |             |
| 2007 | De Prins en het Meisje                          | Moeder van Mabel            |             |
| 2009 | Vuurzee                                         | Kristel Looman-Van de Brink |             |
| 2009 | Sinterklaasjournaal                             | Moeder Zielepiet            |             |
| 2010 | Majesteit                                       | Koningin Beatrix            |             |
| 2012 | De groeten van Mike!                            | Vrouw van de Jeugdzorg      |             |
| 2014 | Assepoester: Een Modern Sprookje                | Patricia Akkermans          |             |
| 2014 | De Poel                                         | Sylke                       |             |
| 2016 | Het verhaal van De Sprookjessprokkelaar         | Heks                        |             |
| 2016 | De Zaak Menten                                  | Meta Menten                 |             |
| 2019 | De 12 van Schouwendam                           | Karlijn van Andel           |             |
| 2021 | Thuisfront                                      | moeder van Gerben           |             |
| 2024 | Invasie                                         | Janice Kroes                |             |
| 2024 | Dertigers                                       | Moeder van Laura en Suus    |             |